# Donji Lukavac (Nevesinje)
Pour les articles homonymes, voir Donji Lukavac et Lukavac.
Donji Lukavac (en serbe cyrillique : Доњи Лукавац) est un village de Bosnie-Herzégovine. Il est situé dans la municipalité de Nevesinje et dans la république serbe de Bosnie. Selon les premiers résultats du recensement bosnien de 2013, il compte 49 habitants.

## Démographie

### Évolution historique de la population dans la localité
| 1948 | 1953 | 1961 | 1971 | 1981 | 1991 | 2013 |
| ---- | ---- | ---- | ---- | ---- | ---- | ---- |
| -    | -    | 312  | 324  | 262  | 202  | 49   |

|  |

### Communauté locale
En 1991, Donji Lukavac faisait partie de la communauté locale de Lukavac qui comptait 472 habitants, répartis de la manière suivante :